# Inibição cognitiva
Inibição cognitiva é a diminuição da atuação de algum aspecto da cognição, enquanto o sintomatizar é a sua transformação. A inibição cognitiva, nessa ótica, é a diminuição dos processos cognitivos os quais a adaptação mobiliza, o que é expresso na forma de sintoma, entendido como dificuldade de aprendizagem.
A inibição de um dos movimentos do processo de equilibração impede a permanente reconstrução pessoal da modalidade a partir dos quatro níveis (organismo, corpo, inteligência e desejo). O sintoma cristaliza a modalidade de aprendizagem em um determinado momento, a partir daí, esta perde a possibilidade de ir transformando-se e de ser utilizada para transformar. O sintoma implica colocar em outro lado, jogar fora, atuar o que não se pode simbolizar, enquanto a simbolização permite ressignificar, e a ressignificação possibilita que a modalidade possa ir se modificando. Ao não poder estabelecer este processo de ressignificação interno à própria modalidade de aprendizagem, esta modalidade fica enrijecida, impedindo ou dificultando a aprendizagem de determinados aspectos da realidade. (Fernández, 1991 p.116)
A inibição cognitiva de fundo emocional, ou de ordem das relações, pode ser questionada se o psicopedagogo não tiver a afetividade como variante no processo de aprendizagem. Por esta razão, vale tomar como premissa a afirmação de Paulo Freire sobre afetividade, quando diz que na verdade, é preciso descartar como falsa a separação radical entre seriedade docente e afetividade.  Não é certo, sobretudo do ponto de vista democrático, que serei tão melhor professor quanto mais severo, mais frio, mais distante e "cinzento" me ponha nas minhas relações com os alunos, no trato dos objetos cognoscíveis que devo ensinar.  A afetividade não se acha excluída da cognoscibilidade. (Freire, 1997).